# Gita Gutawa
Aluna Sagita Gutawa (beter bekend als Gita Gutawa; Jakarta, 11 augustus 1993) is een Indonesische zangeres.

## Muziekcarrière
Aluna Sagita, wier naam "liedritme" betekent is een zangeres met een stem in het sopraanregister. Ze is de dochter van muzikanten/producers Lutfi Andriani en Erwin Gutawa. Al sinds de tweede klas basisschool houdt ze zich bezig met muziek, beginnend met piano en zang.
Haar carrière als popzangeres is begonnen door toeval. Toen ze in 2004 op een dag zangoefeningen deed op haar zangschool, hoorde de manager van de groep ADA Band haar zingen, zonder te weten dat zij de dochter was van bekende producer Erwin Gutawa. Hij was zo enthousiast over Gita's stem, dat hij haar uitnodigde om met ADA Band een duet op te nemen. Dit lied, getiteld Yang Terbaik Untukmu ('Het beste voor jou') werd een grote hit. In 2007 kreeg Gita op 13-jarige leeftijd een contract bij Sony BMG Music, en bracht ze haar eerste album uit, Kembang Perawan ('Maagdelijke bloem').
Voor haar debuutalbum wilde Gutawa niet volledig afhankelijk zijn van de naam van haar vader, hoewel hij wel achter de productie van Kembang Perawan zat. Zo staan er op het album ook liederen die zijn geschreven door andere songwriters als Sarah Silaban en Andi Rianto. Kembang Perawan werd een groot succes: Gutawa werd gelauwerd met prijzen op de AMI Awards (Anugerah Musik Indonesia), en werd meteen veel gevraagd als reclamemodel. In 2008 won ze de eerste prijs in de zesde editie van het International Nile Children Song Festival (INCSF) in Caïro, Egypte.
In 2009 bracht Gita het album Harmoni Cinta ('Liefdesharmonie') uit. Gita's eigen inbreng in dit album was groter dan op het vorige, en van de 12 liedjes is er één, Ayo, door haar zelf geschreven.
Haar derde album, Balada Shalawat (augustus 2010), bevat religieuze liederen, en is door Gita opgedragen als dank voor het behalen van haar middelbareschoolexamens en daarnaast ook ter ere van de Indonesische onafhankelijkheidsdag op 17 augustus.
Gita heeft bijdragen geleverd aan filmsoundtracks, onder andere voor de films Love en Laskar Pelangi ('Het regenboogleger').
Al sinds de tweede klas basisschool studeert Gutawa klassiek piano op de muziekschool Yayasan Musik Jakarta. Daarnaast oefent ze jazzpiano en akoestische gitaar.

## Acteercarrière
Kort na het succes van haar debuutalbum volgde een korte acteercarrière met rollen in miniseries voor de televisie, o.a. Ajari Aku Cinta ('Leer mij de liefde') maar Gita bleek deze niet te kunnen combineren met haar verplichtingen op school.
In 2009 sprak ze de stem in van het hoofdpersonage Dana in de Indonesische animatiefilm Meraih Mimpi. Eind 2010 speelde ze de hoofdrol in de tienerfilm Love In Perth.

## Opleiding
In het najaar van 2011 is Gutawa begonnen aan haar studie economie aan de Universiteit van Birmingham. Om zich toe te wijden aan haar opleiding, neemt ze een pauze van haar muziekcarrière.

## Discografie
Albums:
- Kembang Perawan (2007)
- Harmoni Cinta (2009)
- Balada Shalawat (2010)
- Pemusim Itu (2011)

Singles:
- Bukan Permainan (2007)
- Kembang Perawan (2007)
- Apa Kata Bintang (2007)
- Doo Be Doo (2007)
- Sempurna (2007)
- Dua Hati Menjadi Satu (2008)
- Tak Perlu Keliling Dunia (2008)
- Aku Cinta Dia (2009)
- Parasit (2009)
- Meraih Mimpi (2009)
- Mau Tapi Malu (met Duo Maia) (2009)
- Harmoni Cinta (2010)
- Selamat Datang Cinta (2010)
- Lelaki Sempurna (2010)
- Idul Fitri (2010)
- Cinta Takkan Salah (met Derby Romero) (2011)